# Roger Fessaguet
Roger Fessaguet (* 4. August 1931 in Villefranche-sur-Saône, Frankreich; † 2. April 2014 in Damariscotta, Maine, Vereinigte Staaten) war ein französisch-US-amerikanischer Koch. Er wurde mit seinem Restaurant La Caravelle in Manhattan (West 55th Street, Nähe Fifth Avenue) in den 1960er und 1970er Jahren bekannt.